# Anton Braun (Violinist)
Anton Braun (* 6. Februar 1729 in Oberbeisheim; † 26. April 1798 in Kassel) war ein deutscher Violinist und Komponist.

## Leben und Werk
Anton Braun war seit 1764 als Violinist Mitglied der Kasseler Hofkapelle. Er trat als Komponist zahlreicher in Paris veröffentlichten Kammermusikwerke in die Öffentlichkeit wie die Triosonaten für Flöte, Violine und Basso continuo op. 1 und 2, die Flötensonaten op. 4, 5 und 7 sowie die Flötenkonzerte op. 9 und 10. Vielleicht war er der Sohn eines Komponisten namens Braun, von dem bereits 1729 bis 1740 in Paris Flötenwerke gedruckt wurden.
Anton Braun war der Vater des Violinisten Johann Braun (1753–1795), des Oboisten Johann Friedrich Braun (1759–1824) und des Violoncellisten Johann Daniel Braun (1767–1832).